# レグラ・レイエン
レグラ・レイエン（Regla Leyén Zulueta 1979年11月3日- ）はキューバ出身の柔道選手。階級は70kg級。

## 人物
1998年の世界ジュニア78kg級で優勝した。2001年には階級を70kg級に変更すると、世界選手権の準々決勝でベルギーのウラ・ウェルブルックに敗れたものの3位となった。2003年9月の世界選手権では決勝まで進むも、日本の上野雅恵に大内刈で敗れた。12月には福岡国際に出場した後、チームメイトである48kg級世界3位のダニエスカ・カリオンとともにアメリカにばっくれたために、翌年のアテネオリンピックに出場することはなかった。

## 主な戦績
- 1996年 - パンナム選手権　3位(72kg級)
- 1998年 - 世界ジュニア　優勝(78kg級)

70kg級での戦績
- 2001年 - ドイツ国際　3位
- 2001年 - オランダ国際　2位
- 2001年 - 世界選手権　3位
- 2001年 - ユニバーシアード　3位
- 2001年 - パンナム選手権　優勝
- 2002年 - フランス国際　2位
- 2002年 - ワールドカップ団体戦　2位
- 2003年 -パンアメリカン競技大会　優勝
- 2003年 - 世界選手権　2位
- 2003年 - 韓国国際　2位